# صورة فلاديمير بوتين العامة
تتعلق الصورة العامة لفلاديمير بوتين بصورة فلاديمير بوتين، الرئيس الحالي لروسيا، بين سكان روسيا وفي جميع أنحاء العالم.

## التقييمات والاستطلاعات

### محليًا
وفقًا لاستطلاعات الرأي العام التي أجراها مركز ليفادا وهو منظمة غير حكومية، بلغت نسبة تأييد بوتين 60% في يوليو 2020. ارتفعت شعبية بوتين من 31% في أغسطس 1999 إلى 80% في نوفمبر 1999، ولم تنخفض أبدًا إلى أقل من 65% خلال رئاسته الأولى. انخفض معدل تأييده إلى 62% في يناير 2013، وهي أدنى نقطة منذ عام 2000 وقد انخفض بمقدار عشر نقاط على مدار عامين. يرى المراقبون أن ارتفاع معدلات تأييد بوتين هي نتيجة للتحسينات الكبيرة في مستويات المعيشة وإعادة إثبات وجود روسيا على الساحة العالمية والتي حدثت خلال فترة توليه لمنصبه. أرجع أحد التحليلات شعبية بوتين، جزئيًا، إلى التلفاز المملوك للدولة أو التلفاز الخاضع لسيطرة الدولة.
أظهر استطلاع مشترك للرأي العام العالمي في الولايات المتحدة ومركز ليفادا في روسيا في الفترة ما بين يونيو ويوليو 2006 أن «الجمهور الروسي والأمريكي غير مقتنع بأن روسيا تتجه في اتجاه مناهض للديمقراطية» وأن «الروس يدعمون عمومًا تركيز بوتين على القوة السياسية ويدعمون بقوة إعادة تأميم صناعة النفط والغاز الروسية». يدعم الروس بشكل عام المسار السياسي لبوتين وفريقه. أظهر استطلاع أجري عام 2005 أن عدد الروس الذين شعروا أن البلاد أكثر ديمقراطية تحت حكم بوتين هو ثلاثة أضعاف عددهم خلال سنوات حكم يلتسن أو غورباتشوف، واعتقدت النسبة نفسها أن حقوق الإنسان في عهد بوتين أفضل منها في عهد يلتسن.
في يناير 2013، وفي وقت الاحتجاجات الروسية 2011-2013، انخفض معدل تأييد بوتين إلى 62%، وهو أدنى رقم منذ عام 2000 وانخفض بمقدار عشر نقاط على مدى عامين. بحلول مايو 2014، بعد ضم شبه جزيرة القرم، انتعشت نسبة تأييد بوتين إلى 85.9%، وهو أعلى مستوى في ست سنوات.
بعد عقوبات الاتحاد الأوروبي والولايات المتحدة ضد المسؤولين الروس نتيجة للغزو الروسي لأوكرانيا عام 2014، وصلت نسبة تأييد بوتين إلى 87 بالمئة، وفقًا لمسح مركز ليفادا نُشر في 6 أغسطس 2014. في فبراير 2015، بناءً على استطلاعات الرأي المحلية الجديدة، صُنف بوتين كأكثر السياسيين شعبية في العالم. في يونيو 2015 ارتفعت نسبة تأييد بوتين إلى 89%، وهي أعلى نسبة على الإطلاق. كانت نسبة التأييد 81% عام 2016.
على الرغم من التأييد الكبير لبوتين، فإن الثقة في الاقتصاد الروسي منخفضة، إذ انخفضت في عام 2016 إلى مستويات تنافس المستويات المنخفضة الأخيرة في عام 2009 في ذروة الأزمة الاقتصادية العالمية. قال 14% فقط من الروس في عام 2016 إن اقتصادهم الوطني يتحسن، و18% قالوا هذا عن اقتصاداتهم المحلية. لم يحظَ أداء بوتين في كبح جماح الفساد بشعبية بين الروس. ذكرت مجلة نيوزويك في يونيو 2017 أن «67 بالمئة يحملون بوتين شخصيًا مسؤولية الفساد على المستويات العالية بحسب استطلاع للرأي أجراه مركز ليفادا ومقره موسكو».
في يوليو 2018 انخفضت نسبة تأييد بوتين إلى 63% وكانت نسبة من سيصوت لبوتين إذا أجريت الانتخابات الرئاسية 49%. أظهرت نتائج استطلاع ليفادا والتي نُشرت في سبتمبر 2018 أن مستويات المصداقية الشخصية لبوتين وصلت إلى 39% (انخفضت من 59% في نوفمبر 2017) وكان العامل الرئيسي المساهم هو الدعم الرئاسي لإصلاح نظام التقاعد غير الشعبي والركود الاقتصادي. في أكتوبر 2018 وافق ثلثا الروس الذين شملهم استطلاع ليفادا على أن «بوتين يتحمل المسؤولية الكاملة عن مشاكل البلاد»، وهو ما يُعزى إلى تراجع الاعتقاد الشائع بأن «القيصر صالح والبويار سيئون»، وهو موقف تقليدي تجاه تبرير فشل التسلسل الهرمي الحاكم في روسيا.
في مايو 2020 انخفضت نسبة تأييد بوتين إلى مستوى منخفض تاريخي بلغ 59% في استطلاع أجراه مركز ليفادا في أبريل.
في ديسمبر 2021 وجد استطلاع لمركز ليفادا أن 65% يؤيدون بوتين شخصيًا، وقفزت النسبة إلى 69% ممن لديهم نظرة إيجابية لبوتين في يناير 2022، و71% أيدوه رئيسًا لروسيا في فبراير 2022 (قبل الغزو الروسي لأوكرانيا عام 2022).

### الولايات المتحدة
منذ العقد الأول من القرن الحادي والعشرين، شهد ناخبو الحزب الجمهوري تحولًا في النظر إلى بوتين بشكل إيجابي. رأى معظم المحللين السياسيين أن التحول الدراماتيكي في المشاعر ناشئ عن آراء دونالد ترامب المؤيدة لروسيا.
في يوليو 2014 وجد استطلاع للرأي أجرته «إيكونوميست» و«يوغوف» أن 10% فقط من الجمهوريين لديهم نظرة إيجابية تجاه بوتين. في سبتمبر 2016 وجد الاستطلاع أن هذا الرقم ارتفع إلى 24%، وفي ديسمبر 2016 وجد أن 37% من الجمهوريين ينظرون إلى بوتين نظرة إيجابية.
وجدت دراسة استطلاعية أجراها مركز بيو للأبحاث في عام 2018 أن غالبية الأمريكيين (68%) لديهم رأي سلبي تجاه بوتين، في حين أن 16% لديهم رأي إيجابي. قال الجمهوريون والمستقلون (25%) إن لديهم نظرة إيجابية تجاه بوتين بشكل عام.

## التقييمات
كان بوتين شخصية العام لمجلة تايم لعام 2007. في أبريل 2008 وضِع بوتين في قائمة تايم 100 الأكثر نفوذًا في العالم.
في 4 ديسمبر 2007، في جامعة هارفارد أرجع الزعيم السوفيتي السابق ميخائيل غورباتشوف الفضل إلى بوتين في «إخراج روسيا من الفوضى» وقال إنه «حصل على مكانة في التاريخ»، على الرغم من ادعاء غورباتشوف بأن وسائل الإعلام الإخبارية قد قُمعت وأن قواعد الانتخابات تتعارض مع المثل الديمقراطية التي روج لها. في ديسمبر 2011، وسط الاحتجاجات التي أعقبت الانتخابات الروسية عام 2011، انتقد غورباتشوف بوتين لقراره بالسعي لولاية ثالثة في الانتخابات الرئاسية ونصحه بترك السياسة.
انتشرت الانتقادات الموجهة إلى بوتين على نطاق واسع، لا سيما على رونت (مجتمع الإنترنت الروسي). قيل إن منظمات الشباب الروسية تمول «شبكة» كاملة من المدونين الموالين للحكومة.
في برقيات سفارة الولايات المتحدة، التي نشرتها ويكيليكس في أواخر عام 2010، أطلقوا على بوتين لقب «كلب ألفا» وقارنوه بباتمان (بينما جرت مقارنة ديمتري ميدفيديف بشريك باتمان في مكافحة الجريمة روبن). قال دبلوماسيون أمريكيون إن روسيا بوتين أصبحت دولة فاسدة وأوتوقراطية كليبتوقراطية تتمحور حول قيادة فلاديمير بوتين، يلتزم فيها المسؤولون والأوليغارشية وما يُعرف بالجريمة المنظمة معًا لإنشاء «دولة مافيا افتراضية». وهو ما وصفه بوتين «بالافتراء».
وصف المعلقون الغربيون والمعارضة الروسية بوتين بأنه ديكتاتور. صرح كاتب سيرة بوتين، ماشا غيسن، أن «بوتين ديكتاتور»، مقارنًا إياه بألكسندر لوكاشينكو. وصف وزير الخارجية البريطاني السابق ديفيد ميلباند بوتين بأنه «ديكتاتور لا يرحم» و«أيامه معدودة». ووصف مرشح الرئاسة الأمريكية ميت رومني بوتين بأنه «تهديد حقيقي للاستقرار والسلام العالمي».
في خريف عام 2011 أصبحت حركة المعارضة المناهضة لبوتين في روسيا أكثر وضوحًا، مع ظهور احتجاجات في الشوارع ضد الانتخابات البرلمانية المزيفة المزعومة (لصالح حزب بوتين، روسيا الموحدة) عبر المدن الروسية الكبرى. بعد إعادة انتخاب بوتين في مارس 2012، كافحت الحركة لإعادة تحديد مسار عملها الجديد. في أوائل سبتمبر 2014 ربط البطريرك فيلاريت، رئيس الكنيسة الأرثوذكسية الأوكرانية (بطريركية كييف)، بوتين بالشخصية التوراتية قابيل لأن فيلاريت اعتقد أنه على الرغم من أن بوتين ادعى أنه «شقيقهم»، فقد كان مسؤولًا عن «إراقة دماء الأخوة» الأوكرانيين خلال الحرب في دونباس. اعتقد فيلاريت أن «الشيطان استحوذ على روحه كما يهوذا الإسخريوطي». انتقد الدالاي لاما ممارسات السياسة الخارجية لبوتين، مدعيًا أنها مسؤولة عن عزل روسيا عن بقية العالم. أطلق مشروع الإبلاغ عن الجريمة المنظمة والفساد على بوتين لقب شخصية العام لعام 2014، باعتباره «الشخص الذي يبذل قصارى جهده لتمكين وتعزيز النشاط الإجرامي المنظم».